# Shmerke Kaczerginski
 (mars 2013).
Si vous disposez d'ouvrages ou d'articles de référence ou si vous connaissez des sites web de qualité traitant du thème abordé ici, merci de compléter l'article en donnant les références utiles à sa vérifiabilité et en les liant à la section « Notes et références ».
Shmerke Kaczerginski, né en 1908 à Vilna (aujourd'hui Vilnius en Lituanie) dans l'Empire russe, mort en 1954 dans un accident d'avion, est un écrivain de langue yiddish. Il signe aussi ses œuvres du nom de Sh. Katsherginski.
Malgré la grande popularité dans le monde juif de son anthologie des chansons et poèmes juifs écrites dans les ghettos et les camps, aucune de ses œuvres n'a été traduite en français ni en anglais.

## Biographie
Shmerke Kaczerginski est élevé dans un orphelinat et apprend le métier de lithographe. En 1922, Vilnius est annexé par la jeune république polonaise. L'adolescent devient militant communiste et essuie les coups de matraques des policiers.
Il commence à rédiger ses premières chansons politiques. L'une d'elles, Barikadn, circule dans le monde yiddish sans que le nom de son auteur soit connu. En 1929, il rejoint le groupe des jeunes poètes de Vilnius dont les membres les plus connus sont Chaim Grade et Avrom Sutzkever et devient un membre important du groupe. En 1939, Vilnius est annexé par l'Union soviétique et devient la capitale de la République soviétique de Lituanie après l'annexion de cette dernière par l'URSS.
Quand les Allemands arrivent à Vilnius, Shmerke Kaczerginski s'enfuit. Il échappe aux pogroms et aux premières tueries. Mais il finit par être capturé et enfermé dans le ghetto de Vilnius. Il compose des chansons pour remonter le moral de la population et encourager à la lutte. Certaines de ses chansons deviennent très populaires comme Friling ou Shtiler, shtiler. Il joue un rôle important dans la vie culturelle du ghetto. Il organise des représentations théâtrales, des soirées littéraires, des activités éducatives et compose l'hymne de l'organisation de la jeunesse du ghetto, Yugnt himn.
Shmerke Kaczerginski est aussi un membre actif de la résistance. Avec Avrom Sutzkever et Hermann Kruk, il fait partie des brigades de papier dont l'objectif est de cacher les précieux livres de la bibliothèque de l'YIVO que les nazis veulent envoyer en Allemagne pour être détruits ou conserver pour les plus précieux. Il rejoint aussi, avec Abba Kovner, l'organisation unie des partisans, Fareynegte Partizaner Organitzatsye (FPO), créée le 1er janvier 1942 et dirigée par Yitzhak Wittenberg.
Au début du mois de septembre 1943, il fait partie des combattants qui parviennent à quitter le ghetto par les égouts. Il combat dans les forêts entre la Biélorussie et la Lituanie. En 1944, il rejoint les partisans soviétiques et participe à la libération de Vilnius le 13 juillet 1944. Aussitôt, il se met à chercher frénétiquement les précieux livres yiddish qu'il avait cachés. Beaucoup ont été détruits en même temps que le ghetto ou à cause des bombardements subis par la Jérusalem du Nord. Très vite déçu par les Soviétiques, il quitte la Lituanie pour la Pologne. Mais l'antisémitisme polonais n'a pas cessé avec la libération.
Après le pogrom de Kielce en 1946, Shmerke Kaczerginski émigre en France à Paris où il se remarie. De là, il se rend fréquemment dans les camps de personnes déplacées en Allemagne. Il cherche à collecter le plus grand nombre possible de documents, poèmes, chansons composés pendant la guerre et sauvés de la destruction par les rescapés de la Shoah. Il continue à composer des chansons, sur l'Exodus (Geshen), les pionniers de Palestine (Khalutsim) .En 1947, il participe à la rédaction de l'anthologie de chants composés dans les ghettos, Undzer gezang. Il s'agit du premier recueil de chansons juives publiées en Pologne après la libération. La même année, il publie à Paris un recueil de ses poèmes et chansons composés dans le ghetto de Vilnius, Dos gezang fun vilner geto. L'année suivante, il fait publier à New York une nouvelle anthologie de poèmes et chants écrits dans les ghettos et les camps de concentration, Lider fun di getos un lagern.
À Paris son activité d'écrivain est intense. Il publie Khurbn vilne en 1947 (Khurbn signifie catastrophe, destruction en yiddish, c'est l'équivalent du mot Shoah), une chronique de la vie dans le ghetto de Vilnius. Tsvishn hamer un serp (Entre le marteau et la faucille) publié en 1949 est une dénonciation de la répression stalinienne de la culture juive. Il écrits aussi deux livres pour raconter ses souvenirs de combattant juif : Partizaner geyen!, en 1947 et Ikh bin geven a partizan, en 1952.
En 1950, il choisit d'émigrer en Argentine et s'installe à Buenos Aires. Il continue à œuvrer pour la culture yiddish à travers tout le continent américain. C'est en revenant d'un de ses voyages qu'il trouve la mort dans un accident d'avion en avril 1954.

## Œuvres
- Dos gezang fun vilner geto, Farlang fun di Vilner in Frankraysh, 1947
- Lider fun di getos un lagern, Tsiko, 1948
- Khurbn vilne, Aroysgegebn fun dem fareyniktn Vilner hilfs-Komitet in Nyu-York durkh Tsiko bikher-farlag, 1947
- Partizaner geyen!, Tsenṭral farband fun Poylishe Yidn in Argenṭine, 1947
- Tsvishn hamer un serp, h. mo. l., 1949
- Ikh bin geven a partizan, aroygegebn durkh fraynd fonem meḥabe, 1952